# Chiqui Carabante
José María Manzano Carabante conegut com a Chiqui Carabante (Màlaga, 1967) és un director i guionista espanyol que compagina la seva carrera cinematogràfica amb la direcció teatral. Amb els seus dos primers curtmetratges -Los Díaz felices i Bailongas- va obtenir més de quaranta premis en festivals nacionals i internacionals. Entre ells el premi Fotogramas de Plata 1998 o el del Festival de Gijón.

## Trajectòria
Va néixer a Màlaga i va estudiar Geografia i Història i Art Dramàtic. Graduat per l'Institut de Teatre del Centre Andalús de Teatre, l'Ecole Philippe Gaulier de Londres, el Royal Court Theater i la New York film Academy.
El seu primer llargmetratge Carlos contra el mundo va ser estrenat en el Festival Internacional de Cinema de Sant Sebastià (Zabaltegui). Aquesta pel·lícula va rebre més d'una dotzena de premis. Entre ells, a la Millor Pel·lícula i Millor Guió en el Festival d'Operes Primes de Lorca.
En 2009 va crear la seva pròpia productora, Divina Mecànica, amb la qual va realitzar 12+1, una comedia metafísica el seu segon llargmetratge. En 2012, aquest va obtenir el Premi a Millor Pel·lícula i Millor Director en el Festival de Cinema Espanyol de Màlaga en la secció ZonaZine. En 2016 va rodar un curtmetratge, Normal, que va rebre l'Ajuda a Producció a Curtmetratges de l'ICAA 2015 i una altra història curta anomenada, Una casa en el campo.
Combina la ficció cinematogràfica amb altres disciplines audiovisuals. Ha realitzat videoclips per a Waner Chappel Music i Javier Corcobado.
És cofundador de la companyia de clown Triki i de la de teatre/dansa La Permanent, amb la qual va rebre el Primer Premi del Certamen Coreogràfic de Madrid. Com a actor ha treballat per a diferents companyies teatrals com Los Ulen, El Centro Andaluz de Teatro o Comediants, entre d'altres. En 2010 estrenà, com a director i dramaturg, Alpha-Charly-Oscar amb la companyia Millones de Trillones dins del Festival de Teatre del Puerto de Santa María.
La seva labor com a dramaturg la continua desenvolupant amb la seva pròpia companyia, Club Caníbal. El seu primer espectacle, Desde aquí veo sucia la plaza, va ser estrenat en 2015 al plató de la Cineteca del Matadero de Madrid dins del Festival Frinje 2015 produït pel Teatro Español. El segon espectacle de Club Caníbal, Herederos del Ocaso, es va estrenar en 2016 dins del mateix festival a la sala Max Aub de les Naus de l'Español del Matadero de Madrid. El tercer, Algún día todo esto será tuyo, es va estrenar el setembre de 2018.
Durant 2019 va dirigir tres episodis de la sèrie de TVE Malaka.

## Filmografia
- Los Díaz felices (curt, 1998)
- Diminutos del calvario (curt, 2001)
- Bailongas (curt, 2001)
- Carlos contra el mundo (2002)
- 12+1, una comedia metafísica (2012)
- Normal (curt, 2017)
- Una casa en el campo (curt, 2017)
- Malaka (sèrie de televisió) (2019)
- La fortaleza (2023)